# 渡站
渡站（日语：〔〕／ Watari eki */?）位於熊本縣球磨郡球磨村大字渡，是九州旅客鐵道（JR九州）肥薩線上的車站。

## 車站構造
島式月台1面2線的地面車站。目前尚留有木造站房，雖有當地工商協會進駐，但並不辦理售票的業務。
曾是木材轉運站而繁榮一時。

### 月台配置
| 月台 | 路線    | 方向 | 目的地         |
| ---- | ------- | ---- | -------------- |
| 1    | ■肥薩線 | 下行 | 人吉、吉松方向 |
| 2    | ■肥薩線 | 上行 | 八代、熊本方向 |

## 車站周邊
附近住宅較為密集，聚落規模也較大。產交巴士在站前設有渡站前公車站。
- 球磨村立渡小學
- 渡郵局
- 球磨川渡船下行急流路線出發處與清流路線到達處
- 國道219號 - 位於站前。

## 历史
- 1931年（昭和6年）4月1日 - 由鐵道省設立
- 1986年（昭和61年）11月1日 - 導入電子閉塞裝置，成為無人車站
- 1987年（昭和62年）4月1日 -  國鐵分割民營化後成為九州旅客鐵道（JR九州）轄下的車站。

## 相鄰車站
九州旅客鐵道（JR九州）
肥薩線
- 特急「伊三郎號、新平號」「翡翠號、山翡翠號」、臨時快速「SL人吉」停靠站

■快速
一勝地－渡－人吉
■普通
那良口－渡－西人吉

## 外部連結
- JR九州 － 渡車站 （页面存档备份，存于）（日語）

## 關連項目
- 日本鐵路車站列表